# Павловський Олексій Павлович
Олексі́й Па́влович Павло́вський (1773, за іншими даними, бл. 1770 Шутівка, тепер Соснівка, Глухівський район, Сумська область — після 1826) — український мовознавець.

## Життєпис

«Граматика малоросійського наріччя» О. Павловського, 1818 р.

У 1779—1789 рр. навчався у Київській академії. У 1793 р. закінчив Петербурзьку вчительську семінарію. Викладав у Ніжинському ліцеї.
1818 року видав у Санкт-Петербурзі книгу «Грамматика малороссійскаго нарѣчия» — першу в українському мовознавстві друковану граматику живої народної української мови. Написав також «Прибавленіе къ грамматикѣ малороссійскаго нарѣчія» (1822), що відіграло велику роль у розумінні деяких особливостей «Грамматики…». В них уперше описано фонетичну систему й морфологічну будову живої української мови.
Самостійне значення мав також доданий до «Грамматики…» «Краткий малороссийский словарь», що містив загальновживану лексику, хресні імена, українські народні фразеологізми, приказки, прислів'я та літературні матеріали, — надзвичайно цінний як джерело живої мови.
Зі слів Петра Кеппена відомо, що на його пропозицію в травні-червні 1826 р. Олексій Павловський уклав «опытъ Малороссийского Словаря», але не відомо, чи було укладено словник на усі літери абетки, чи лише на літери А і Б.

## Погляди
Погляди Павловського щодо суспільної ролі української мови суперечливі: вагаючись у самому визначенні її між «наріччям» і «мовою», він схилявся до думки, що це «наріччя, яке становить майже справжню мову», хоч тут же говорить про неї як «ні мертву, ні живу». Своєю працею Павловський, однак, започаткував граматичне дослідження української народної мови, що сприяло постанню української літературної мови та усталенню її фонетичних, граматичних і правописних норм.

## Вислови
Про вимову літери «и» в українській мові

|  | Ви ще кажете, що літера и у Малоросіян вимовляється дещо м'якіше, ніж ы: це значить, що ви говорите ще більш невизначально, ніж я. Бо який існує середній тон між ы та и? хіба тільки в іноземців, що недавно в Росії живуть... ...У цих словах ви скрізь почуєте від Малоросіянина, якби він став їх вимовляти, чисте ы: бо вони, як і всі інші Росіяни, маючи голосові знаряддя досконалі, вимовляють чисто і ясно всі букви Оригінальний текст (рос.) [Вы еще говорите, что буква и у Малороссіянъ произносится несколько мягче, нежели ы: это значитъ, что вы говорите еще болѣе неопредѣлительно, нежели я. Ибо какой существуетъ средній тонъ между ы и и? развѣ только иностранцевъ, недавно въ Россіи живущихъ... ...Въ сихъ рѣчахъ вы вездѣ услышите отъ Малороссіянина, ежели бы онъ сталъ ихъ переговаривать, чистое ы: ибо они, какъ и всѣ прочіе Россіяне, имѣя голосовыя орудія совершенныя, произносятъ чисто и ясно всѣ буквы ] Помилка: [undefined] Помилка: {{Lang}}: немає тексту (допомога): текст вже має курсивний шрифт (допомога) |

Про дієприкметники в українській мові

|  | Дієприкметників ані теперішнього, ані минулого часу в Малоросіян зовсім нема; а замінюють їх займенники, перш за все той, що, котрий і дієслово в теперішньому часі... Оригінальний текст (рос.) [Причастій ни настоящаго, ни прошедшаго времени у Малороссіянъ совсѣмъ нѣтъ; а заменяютъ оныя мѣстоименія, первое той, що, тот, который и глаголъ въ настоящемъ времени…] Помилка: [undefined] Помилка: {{Lang}}: немає тексту (допомога): текст вже має курсивний шрифт (допомога) |